# SN 2009fu
SN 2009fu – supernowa typu Ia odkryta 1 czerwca 2009 roku w galaktyce NGC 846. W momencie odkrycia miała maksymalną jasność 15,70m.